# Lago Lanoux
Il lago Lanoux (in francese étang o lac de Lanoux, in catalano estany de Lanós) è un lago nel territorio del comune di Angoustrine-Villeneuve-des-Escaldes, nei Pirenei Orientali francesi. Si trova a 2213 m s.l.m. tra il Colle del Puymorens e il Pic Carlit. L'unico emissario del lago è il torrente Font-Vive che alcune centinaia di metri più a valle alimenta il fiume Carol.
Prima della costruzione della diga di sbarramento sul Font-Vive, il lago aveva una superficie di circa 84 ettari, una profondità massima di 54 m e un volume d'acqua di circa 20 milioni di m³. Il lago e le sue caratteristiche furono studiati nel secolo scorso da due celebri geografi francesi: Emile Belloc prima e Ludovic Gaurier poi.
L'attuale diga, costruita tra il 1957 e il 1960, ha portato la superficie del lago a 158 ettari (lunghezza di 2.600 m, larghezza minima 350 m, massima 850 m) con un volume di circa 70 milioni di m³ ed una profondità di 75 m.
La diga, costruita dall'EDF allo scopo di produrre energia elettrica, fu messa in servizio nel 1962. È del tipo ad arco, costruita in calcestruzzo, alta dalla base 45 m con una larghezza che va dai 6 metri alla base ai 2 metri alla cima, ed una lunghezza dell'arco di circa 176 metri.
L'acqua del bacino di Lanoux viene convogliata attraverso una galleria sul versante opposto del Colle del Puymorens, presso L'Hospitalet-près-l'Andorre dove, dopo un balzo di oltre 700 metri, alimenta una centrale idroelettrica della potenza di 93 MW, quindi defluisce nell'Ariège.
Questa situazione, cioè il fatto che dell'acqua che avrebbe dovuto alimentare il bacino del Mediterraneo (attraverso i fiumi Font-Vive, Carol, Segre, Ebro), vada invece a confluire nell'Atlantico (attraverso i fiumi Ariège, Garonna, Estuario della Gironda), è stata all'origine di una disputa tra Francia e Spagna risolta da un Tribunale arbitrale internazionale il 16 novembre 1957. L'arbitrato diede di fatto ragione alle tesi dei francesi che poterono realizzare l'opera, ma dovettero restituire al bacino del Carol l'acqua sottratta a questo con la diversione originata dalla diga del Lanoux. A questo scopo venne realizzata una galleria sotterranea, detta Canale Verdier, che capta l'acqua dall'Ariège e la reimmette nel Carol prima del canale di Puigcerdà.